# NN-327
La carretera NN‑327 es una vía departamental secundaria ubicada en el municipio de San José de Bocay, en el Departamento de Jinotega. Tiene una longitud de 112.76 kilómetros y fue construida en 2025. Conecta comunidades rurales desde la zona de Benjamín Linder - Escuela Las Mercedes hasta la zona de Turuwas Abajo - La Tumba, sirviendo como vía de integración para poblaciones indígenas y mestizas en el norte del país.

## Trazado y cruces
La siguiente tabla muestra su recorrido, localidades y principales conexiones:
| km     | Localidad                              | Departamento | Conexión / Ruta |
| ------ | -------------------------------------- | ------------ | --------------- |
| 0.0    | Escuela Las Mercedes (Benjamín Linder) | Jinotega     |                 |
| 45.5   | Comunidad intermedia rural             | Jinotega     |                 |
| 112.76 | Turuwas Abajo - La Tumba               | Jinotega     |                 |